# Aquilegia litardierei
Aquilegia litardierei là một loài thực vật có hoa trong họ Mao lương. Loài này được Briq. mô tả khoa học đầu tiên năm 1910.